# Medskogstjärnet, Värmland
Medskogstjärnet är en sjö i Arvika kommun i Värmland och ingår i Göta älvs huvudavrinningsområde. Sjön har en area på 0,0633 kvadratkilometer och ligger 131,7 meter över havet. Sjön avvattnas av vattendraget Oxbroälven.

## Delavrinningsområde
Medskogstjärnet ingår i det delavrinningsområde (661419-132828) som SMHI kallar för Mynnar i Värmeln. Medelhöjden är 108 meter över havet och ytan är 19,56 kvadratkilometer. Det finns inga avrinningsområden uppströms utan avrinningsområdet är högsta punkten. Oxbroälven som avvattnar avrinningsområdet har biflödesordning 4, vilket innebär att vattnet flödar genom totalt 4 vattendrag innan det når havet efter 302 kilometer. Avrinningsområdet består mestadels av skog (70 procent) och öppen mark (11 procent). Avrinningsområdet har 0,07 kvadratkilometer vattenytor vilket ger det en sjöprocent på 0,3 procent.